# Крюгер, Маркус
Ма́ркус Крю́гер (швед. Marcus Krüger; род. 27 мая 1990, Стокгольм) — шведский хоккеист, центральный нападающий клуба швейцарской национальной лиги «Цюрих Лайонс». Обладатель Кубка Стэнли 2013 и 2015 годов в составе «Чикаго», чемпион мира 2017 года в составе сборной Швеции.

## Карьера
Начинал играть за команду «Юргорден» из Шведской элитной серии. На драфте НХЛ 2009 года был выбран клубом «Чикаго Блэкхокс» в пятом раунде под общим 149-м номером. В июне 2010 года Крюгер подписал трёхлетний контракт с «Блэкхокс», но решил остаться в «Юргордене» в течение первого года действия контракта. Он был отозван из «Юргордена» в «Чикаго» 23 марта 2011 года.
9 апреля 2013 года в матче четвертьфинала Западной Конференции против «Миннесота Уайлд» Крюгер забросил свою первую шайбу в плей-офф Кубка Стэнли, которая оказалась победной. В июне 2013 года вместе с «Блэкхокс» выиграл Кубок Стэнли. 12 июля 2013 года Крюгер продлил контракт с «Чикаго» на 2 года.
9 марта 2016 года согласовал с «ястребами» новый контракт до конца сезона 2018/19 на сумму $9,25 млн.
По окончании сезона 16/17 на драфте расширения был обменян в «Вегас Голден Найтс», а затем в «Каролину Харрикейнз» на пик 5-го раунда на драфте 2018. Неудачно начав сезон, был выставлен на драфт-отказов и затем отправился в фарм-клуб «Каролины» — «Шарлотт Чекерс».
3 мая 2018 года был обменян на Джордана Мартинука в «Аризону Койотис». 12 июля того же года вернулся в «Чикаго» в результате обмена.

## Статистика
| Легенда | Легенда                    | Легенда | Легенда                   | Легенда | Легенда    |
| ------- | -------------------------- | ------- | ------------------------- | ------- | ---------- |
| И       | Количество проведённых игр | Штр     | Штрафное время            | +/−     | Плюс-минус |
| Г       | Голы                       | П       | Голевые передачи          | О       | Очки       |
| -       | Статистика неизвестна      | —       | Статистика не учитывалась |         |            |

## Достижения
Командные
| Год           | Команда         | Достижение                                   | Достижение |
| ------------- | --------------- | -------------------------------------------- | ---------- |
| Клубные       |                 |                                              |            |
| 2010          | Юргорден        | Серебряный призёр чемпионата Швеции          |            |
| 2013, 2015    | Чикаго Блэкхокс | Обладатель Кубка Стэнли (2)                  |            |
| Международные |                 |                                              |            |
| 2010          | Швеция (мол.)   | Бронзовый призёр молодёжного чемпионата мира |            |
| 2011          | Швеция          | Серебряный призёр чемпионата мира            |            |
| 2014          | Швеция          | Серебряный призёр Олимпийских игр            |            |
| 2017          | Швеция          | Чемпион мира                                 |            |